# Kisjenői járás
A Kisjenői járás a történelmi Arad vármegye egyik járása volt. Székhelye az állandó járási székhelyek kijelölése (1886) óta végig Kisjenő volt. Népessége 1910-es népszámlálás szerint 52 536 fő volt. A járás területét a Trianoni békeszerződés Romániának ítélte, így az Magyarország számára elveszett.

## Települései
- Ágya
- Alsósimánd
- Bélzerénd
- Erdőhegy
- Feketegyarmat
- Felsősimánd
- Kerülős
- Kisjenő
- Köröscsente
- Nadab
- Nagyzerind
- Seprős
- Simonyifalva
- Szapáryliget
- Székudvar
- Szineke
- Szinte
- Talpas
- Tőzmiske
- Vadász
- Zaránd